# Pumptrack

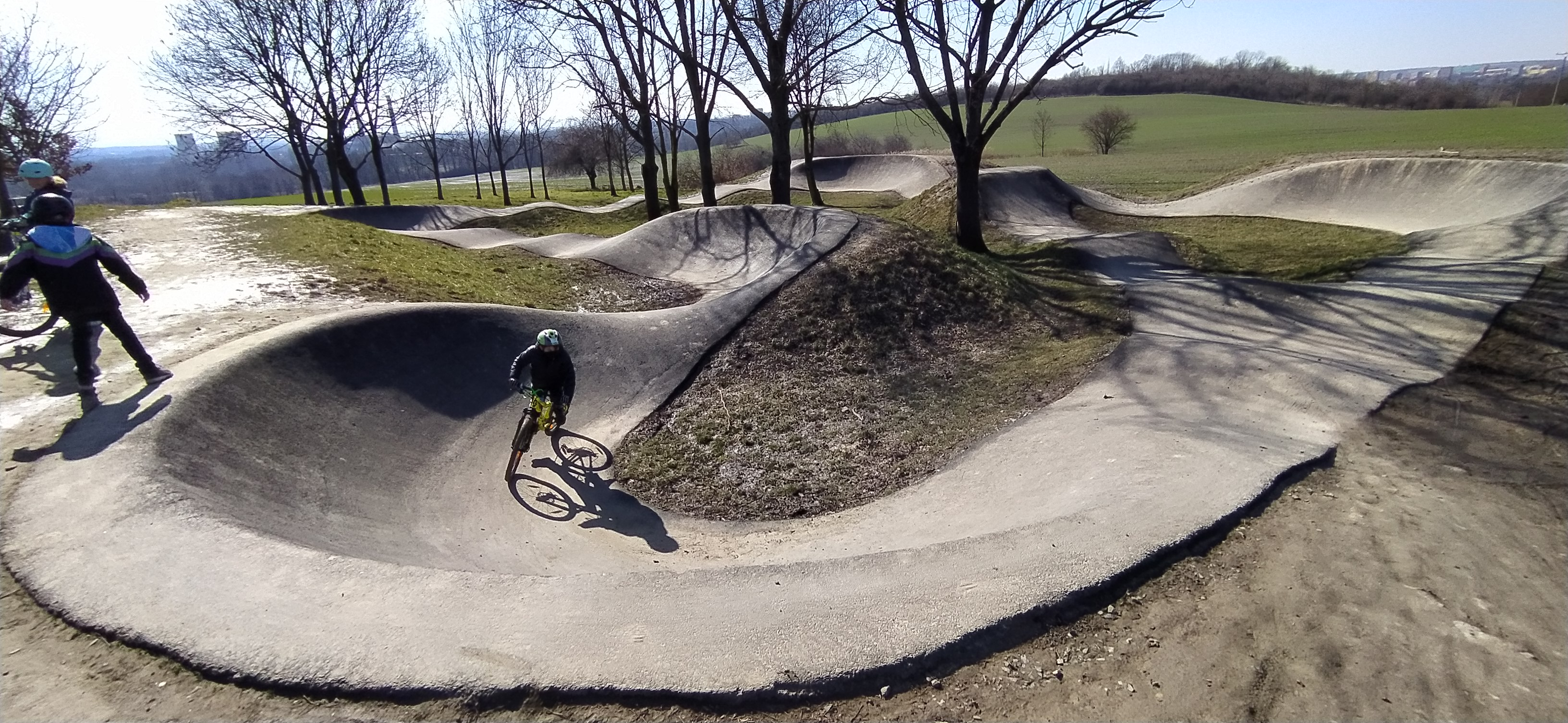
Pumptrack, Hošťálkovice, Ostrava

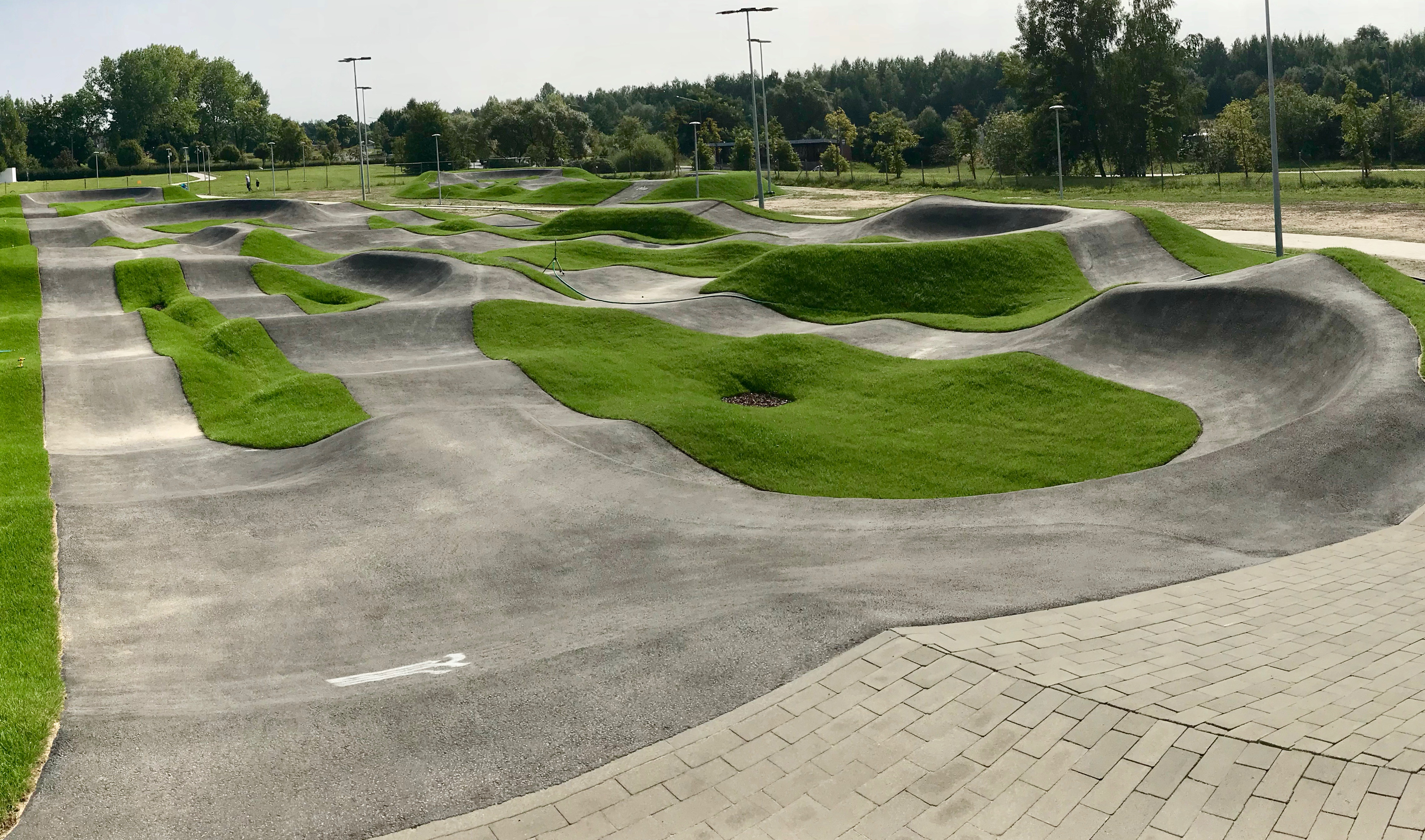
Pumptrack Bełchatów v Polsku

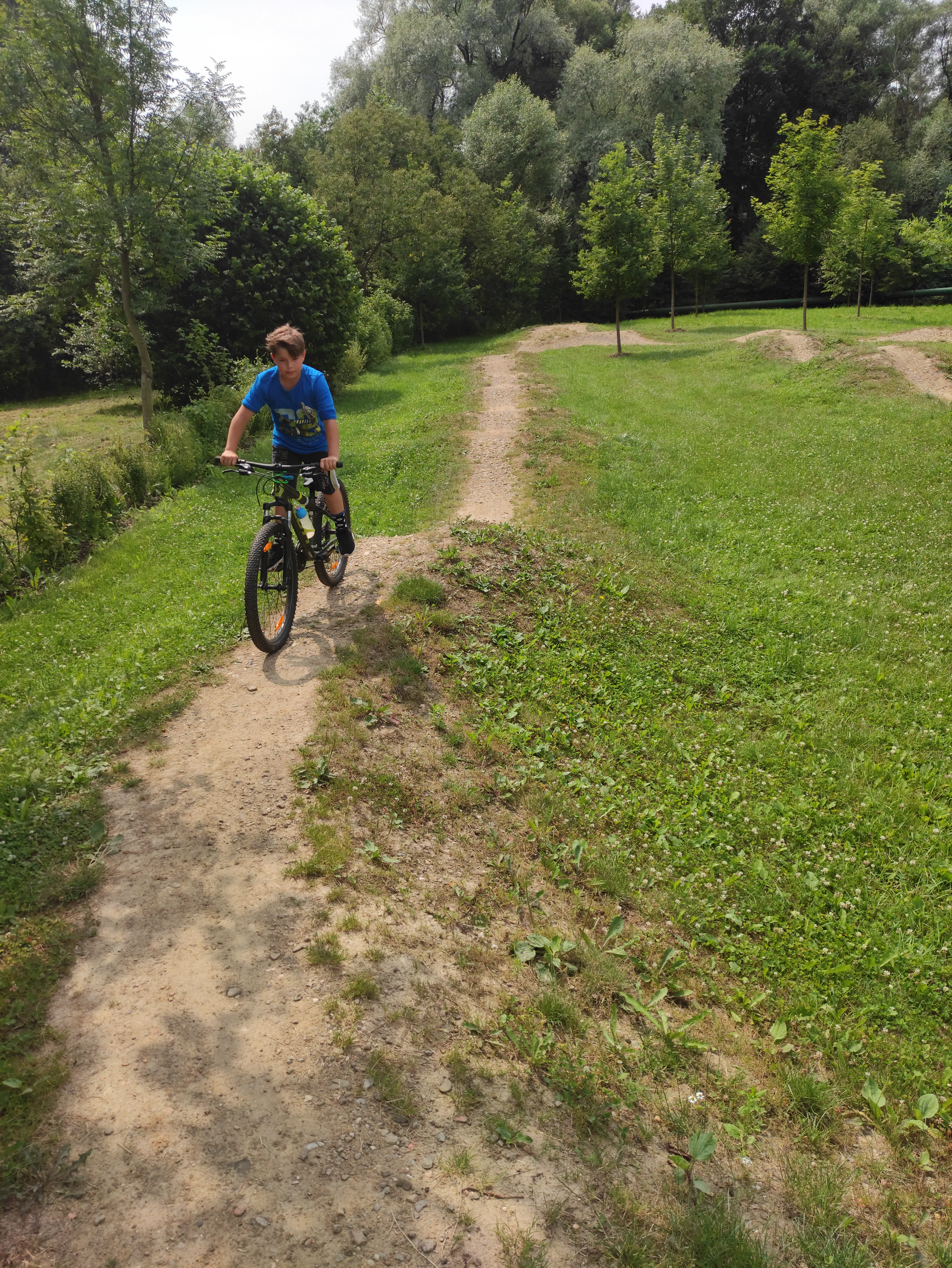
Pumptrack Stonava, okres Karviná

Pumptrack (psáno také pump track) je uměle vytvořený uzavřený okruh pro jízdu na kole a pokud to povrch pumptracku umožňuje, pak také pro jízdu na  koloběžce, skateboardu či inline bruslích. Dráhu lze projíždět bez šlapání či odrážení. Okruh je tvořený vlnami a klopenými zatáčkami, které umožňují udržovat a zvyšovat rychlost. Princip jízdy na pumptracku spočívá v tom, že kolo nebo koloběžka jsou poháněny tzv. pumpováním, tj. setrvačností, kdy jezdec pomáhá udržovat pohyb změnou těžiště těla, tj. pohybem svého těla (střídavým tlakem na přední a zadní kolo). Pumptracky jsou poměrně bezpečná a zábavná cyklistická sportoviště pro děti i dospělé. Pumptracková jízda vhodným způsobem rozšiřuje cyklistické dovednosti. Pumptracková dráha může mít přírodní nebo umělý povrch a používá se také pro inline bruslení, skateboardy apod. Existují také modulární pumptrackové dráhy s umělým povrchem, které se sestavují ze zvolených modulárních dílů.
Před jízdou na pumptracku je důležité prostudovat si provozní řád (pravidla jízdy na místní dráze), lze tím předejít možným haváriím.

## Pumptrack v České republice
Zde je uveden přehled některých pumptrack areálů v Česku.

### Moravskoslezský kraj
- Pumptrack Bělský les, Ostrava
- Pumptrack Frýdlant nad Ostravicí, okres Frýdek-Místek
- Pumptrack Havířov, Havířov, okres Karviná
- Pumptrack Hošťálkovice, Ostrava
- Pumptrack Hukvaldy, Hukvaldy
- Pumptrack Jablunkov, okres Frýdek-Místek
- Pumptrack Krnov
- Pumptrack Ostravice
- Pumptrack Píšť, okres Opava
- Pumptrack Staříč, okres Frýdek-Místek
- Pumptrack Stonava, Stonava, okres Karviná

## Mistrovství světa v Pumptracku
Pořádá se také mistrovství světa v Pumptracku.

## Galerie

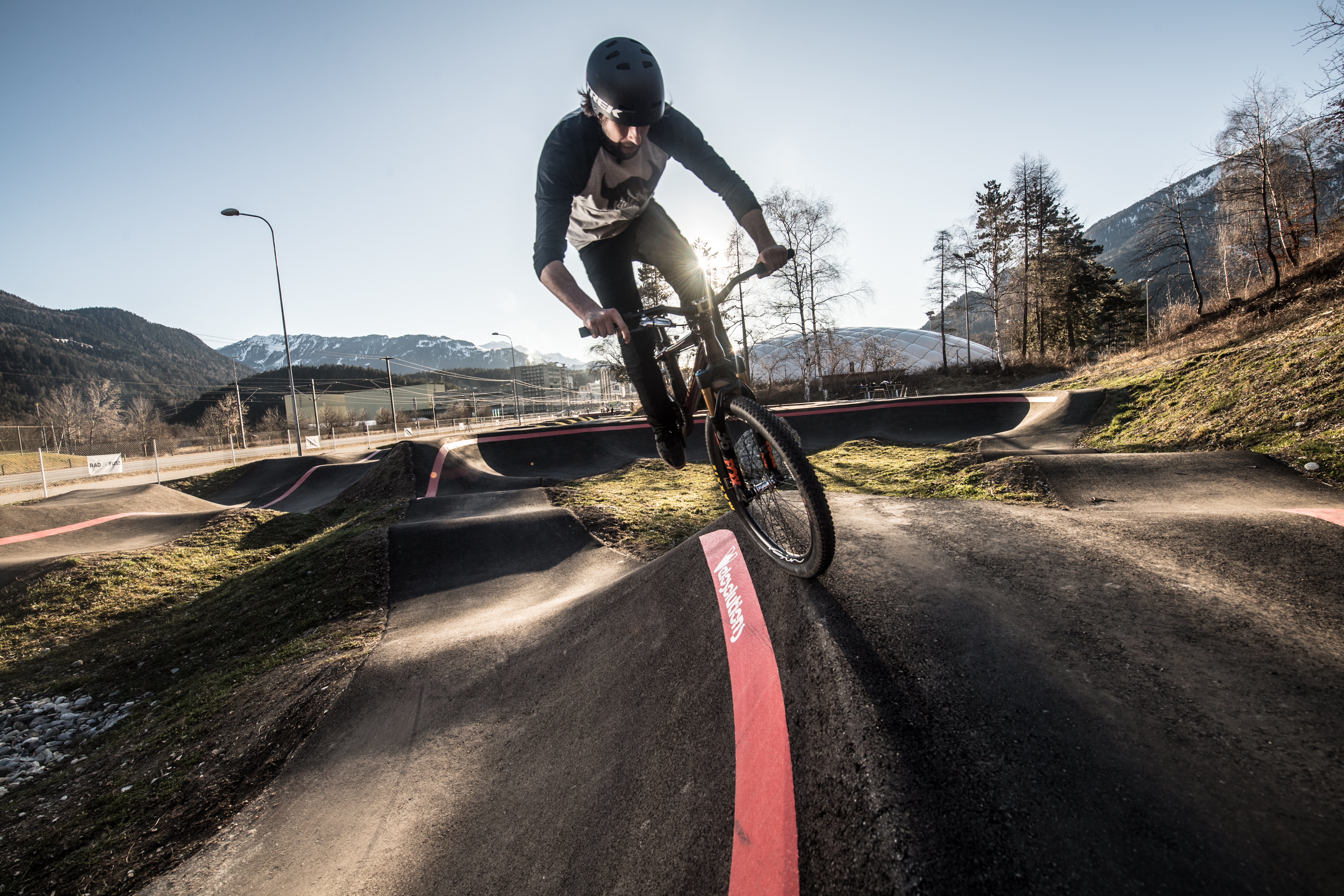
Pumptracková jízda na horském kole
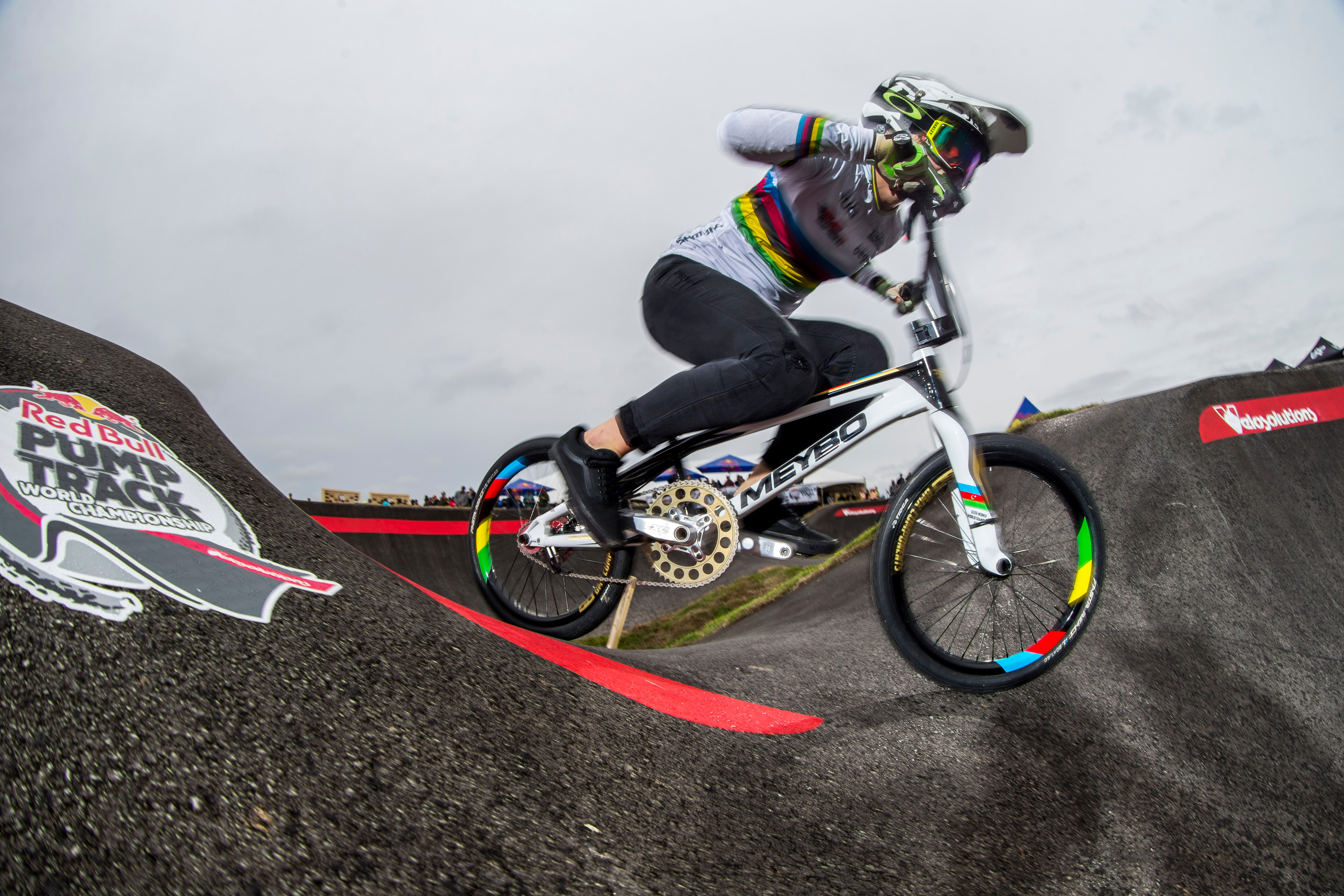
Pumptracková jízda na BMX - Red Bull Pump Track World Championship
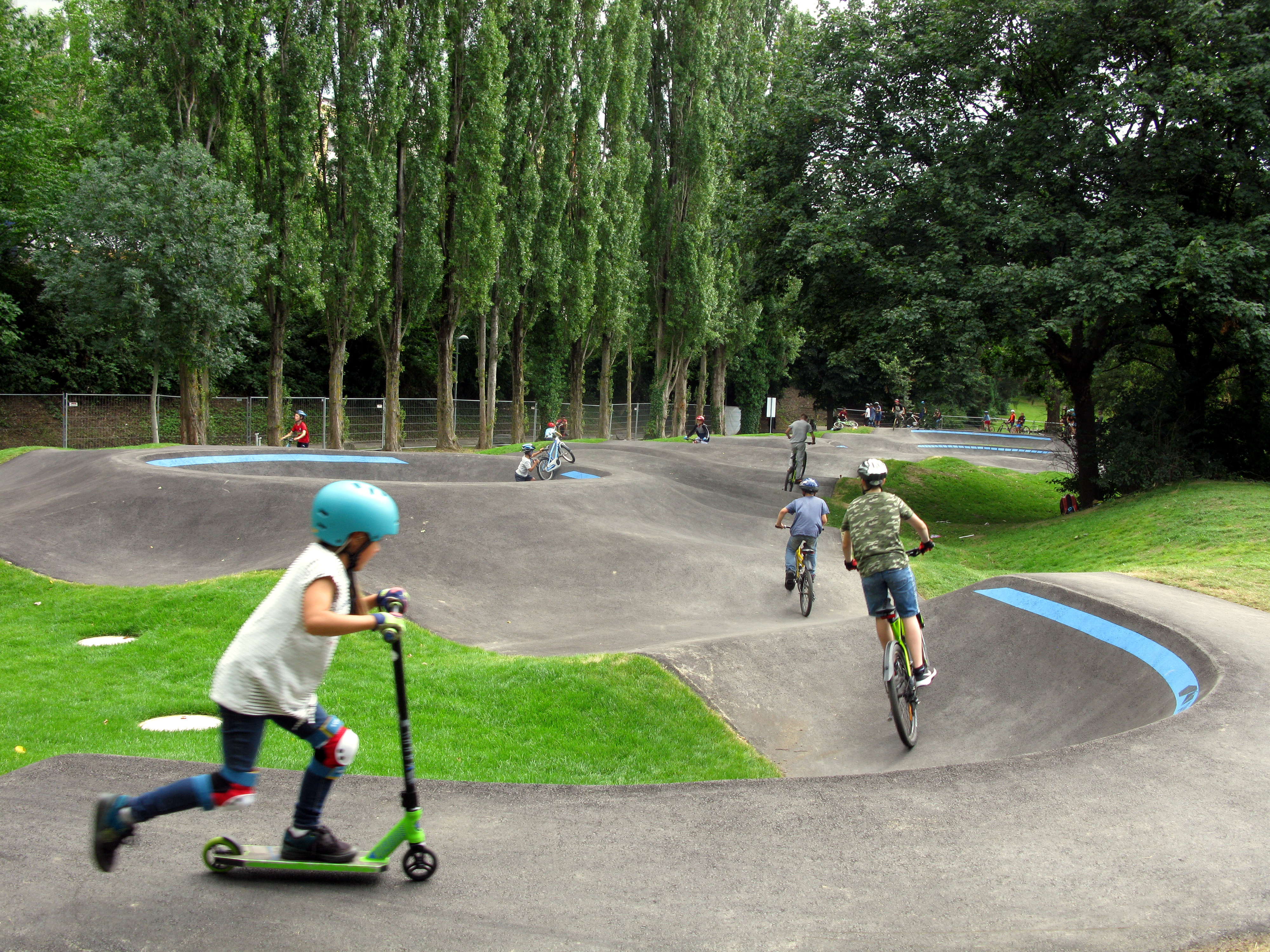
Pumptracková jízda na koloběžce a kolech